# Peter Paul Benazech
Pour les articles homonymes, voir Benazech.
Peter Paul Benazech (écrit parfois Benazed ; vers 1730 - 1783) est un dessinateur, graveur et marchand d'estampes britannique d'origine française. Il a travaillé avec François Vivarès et est l'auteur de scènes pittoresques.

## Biographie
Il existe peu d'informations sur les origines et la vie de Benazech, patronyme très fréquent dans le Tarn. Les biographes s'accordent à dire qu'il est né vers 1730.
Il se retrouve à travailler à Londres en société avec le graveur François Vivarès, d'abord comme apprenti à partir de 1746, puis comme associé. Vivarès fut son maître, et lui aussi est originaire du sud-est français. Les deux hommes font ensemble le voyage entre Paris et Londres plusieurs fois, répondant entre autres à des commandes pour le grand marchand John Boydell.
Dans les années 1750-1760, il travaille pour les éditeurs et marchands londoniens Robert Sayer (en), John Bowles & Son, Colnaghi ou le cartographe Thomas Jefferys. Vers 1770, il s'installe comme imprimeur et marchand d'estampes à Paris, tout en gardant un atelier à Londres, toujours avec Vivarès, qui lui a développé son commerce bien plus tôt. Il est alors en contact avec François Basan.
Il est mort en 1783 à Londres au 15 King Street St Anne's, en face de Frith Street.
Son fils Charles Benazech (1763-1794) est un peintre anglais portraitiste et d'histoire d'une certaine réputation, mort à 31 ans.

## Œuvre gravé

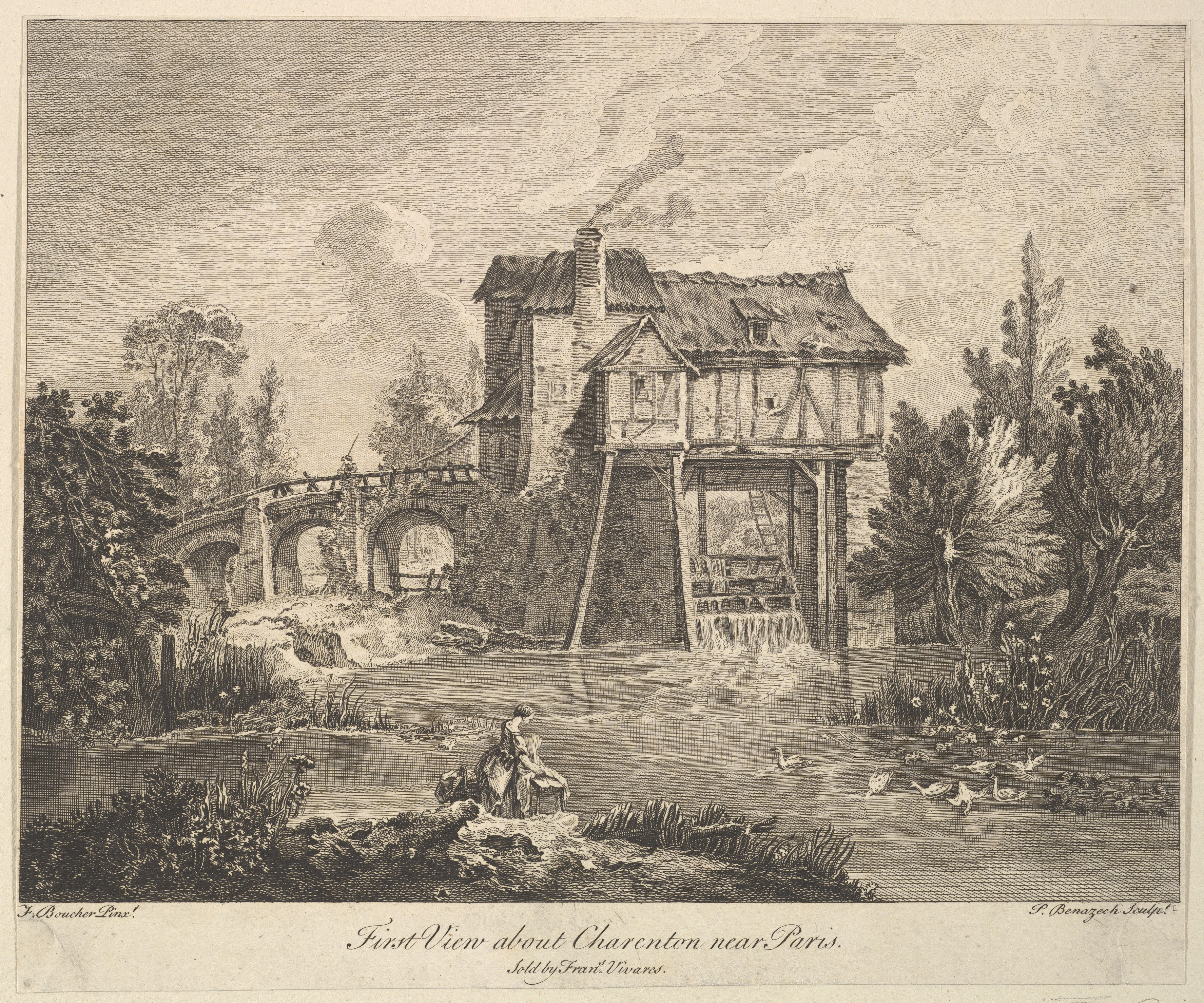
L'une des Vues de Charenton, d'après Boucher, eau-forte de Benazech, imprimée et vendue par Vivarès à Londres (MET).

Benazech pratique la pointe sèche, l'eau forte et le burin. Il est essentiellement un interprète, spécialisé dans la reproduction de paysages de maîtres du siècle précédent et de la période rococo, mais aussi de cartographies et topographies contemporaines. Cependant, son travail comporte également des scènes de genre et des ruines antiques de son invention, inspiré de Rome. Il est également l'auteur de plusieurs planches du Anatomy of Painting, with an Introduction giving a short View of Picturesque Anatomy (1769) de John Brisbane (en).
Les artistes interprétés par Benazech, fort nombreux, sont principalement : William Bellers, François Boucher, Chatelain, Hugh Primrose Deane (fl. 1740-1784), Christian Wilhelm Ernst Dietrich, Joseph Goupy, Jean-François Janinet, Andrea Locatelli, George Robertson (fl. 1747-1788), John Taylor of Bath (1735-1806), David Teniers le Jeune, Peter Tillemans, Adriaen van Ostade, Joseph Vernet, Caspar van Wittel...
On lui doit plusieurs belles séries : Eight views in North America and the West Indies d'après Paul Sandby, Six views of the most remarkable places in the Gulf and river of St Laurence (1760) d'après Hervey Smythe (en), deux séries sans doute destinées aux Scenographia Americana (1768) ; Recueil de différents panneaux chinois d'après Jean Pillement (édité par lui à Paris) ; des Vues de la guerre de Sept Ans en société avec Pierre-Charles Canot d'après Francis Swaine.